# Vollen
Vollen (eller Volden) är en tätort i Tønsbergs kommun i Vestfold fylke i sydöstra Norge. Orten ligger vid fylkesväg 311, nordöst om staden Tønsberg.
Tidigare har orten tillhört dåvarande Sems kommun.